# 23 Dywizja Piechoty (Imperium Rosyjskie)
23 Dywizja Piechoty (ros. 23-я пехотная дивизия) – dywizja piechoty Armii Imperium Rosyjskiego, w tym okresu działań zbrojnych I wojny światowej.

## Charakterystyka
W 1914 wchodziła w skład 18 Korpusu Armijnego. Sztab dywizji stacjonował w Rewlu. W tym czasie dywizja etatowo posiadała cztery pułki po cztery bataliony oraz brygadę artylerii polowej z 6 bateriami po 8 dział. Doświadczenie zdobyte podczas walk na frontach I wojny światowej  skutkowało zmianami organizacyjnymi. Zimą z 1916 na 1917 rozpoczęto reorganizację dywizji piechoty. Zredukowano liczbę batalionów z 16 do 12 i zmniejszono liczbę dział polowych na mniej aktywnych odcinkach frontu.

## Struktura organizacyjna
Organizacja w 1914
- 1 Brygada Piechoty (Rewel)
  - 89 Białomorski pułk piechoty (Rewel)
  - 90 Oneski pułk piechoty (Rewel)
- 2 Brygada Piechoty (Rewel)
  - 91 Dźwiński pułk piechoty (Rewel)
  - 92 Peczorski pułk piechoty (Narwa)
- 23 Brygada Artylerii (Gatczyna)